# Duque de Richelieu

Richelieu: De plata, tres chevrones de gules.

El Ducado de Richelieu fue un título de la alta nobleza de Francia. Fue creado el 26 de noviembre de 1629 por el cardenal Richelieu quien, como clérigo, no podía transmitirlo a ningún posible descendiente. Por eso lo legó a su sobrino-nieto, Armand Jean de Vignerot, nieto de su hermana mayor Françoise (1577 - 1615), quien se había casado con René de Vignerot, señor de Pontcourlay (†1625).
Armand Jean de Vignerot añadió el apellido du Plessis al suyo, tomó el escudo de armas del cardenal (de plata tres chevrones de gules "sin mezclarse unos con otros") y recibió el título de duque de Richelieu y par de Francia por cartas de patente en 1657.
Hubo dos restituciones del título, en 1822 y 1879. En efecto, Armand Emmanuel du Plessis, duque de Richelieu murió sin un heredero, pero obtuvo permiso para dejar el título al nieto de su hermana Simplicie, hija de Antoine-Pierre de La Chapelle de Saint-Jean de Jumilhac, con la restitución a los descendientes del hermano menor de aquel si muriese sin un heredero varón, como así ocurrió, ya que el título pasó a su sobrino.
El título se extinguió en 1952 con el 8.º duque, hijo del 7.º duque de Richelieu y de Alice Heine (1858-1925). Alice se quedó viuda en 1880 y volvió a casarse con el príncipe Alberto I de Mónaco en 1889.

## Lista cronológica de los duques de Richelieu
1. 1629-1642: Armand-Jean du Plessis de Richelieu (1585-1642), cardenal, I duque de Richelieu, primer ministro de Estado bajo el reinado de Luis XIII.
2. 1657-1715: Armand Jean de Vignerot du Plessis (1639-1715), II duque de Richelieu, sobrino-nieto del anterior.
3. 1715-1788: Louis François Armand de Vignerot du Plessis (1696-1788), III duque de Richelieu, mariscal de Francia, hijo del anterior.
4. 1788-1791: Louis Antoine Sophie de Vignerot du Plessis, IV duque de Richelieu, hijo del anterior.
5. 1791-1822: Armand Emmanuel de Vignerot du Plessis (1766-1822), V duque de Richelieu, presidente del Consejo de Ministros de Francia y ministro de Asuntos Exteriores, hijo del anterior.
6. 1822-1879: Armand François Odet de La Chapelle de Saint-Jean de Jumilhac (1804-1879), VI duque de Richelieu, sobrino nieto del anterior.
7. 1879-1880 : Richard Armand Marie Odet de La Chapelle de Saint-Jean de Jumilhac (1847-1880), VII duque de Richelieu, sobrino del anterior.
8. 1880-1952: Jean Armand Marie Odet de La Chapelle de Saint-Jean de Jumilhac (1875-1952), VIII y último duque de Richelieu, hijo del anterior.

- Datos: Q2663290
- Multimedia: Dukes of Richelieu / Q2663290